# Diplotaxis hirtipes
Diplotaxis hirtipes är en skalbaggsart som beskrevs av Patricia Vaurie 1960. Diplotaxis hirtipes ingår i släktet Diplotaxis och familjen Melolonthidae. Inga underarter finns listade i Catalogue of Life.